# چاه پت (شریف‌آباد)
چاه پت یک روستا در ایران است که در دهستان شریف‌آباد (سیرجان) واقع شده‌است.